# Huyền Chi
Võ Huyền Chi (sinh ngày 29 tháng 4 năm 1984) là một nữ diễn viên lồng tiếng người Việt Nam.
Cô được biết đến thông qua các vai diễn lồng tiếng như Sakura Kinomoto trong Cardcaptor Sakura hay Mōri Ran trong Thám tử lừng danh Conan hay ca khúc "Giấc mơ thần tiên" (lời việt của "Yume wo Kanaete") cho bộ phim Doraemon trên kênh HTV3. Ngoài ra, cô cũng từng trình bày lời Việt cho ca khúc nổi tiếng "Let It Go" trong bộ phim Nữ hoàng băng giá năm 2013 của Disney. Từ năm 2015, cô đã làm việc tại ACE Media.

## Tiểu sử
Võ Huyền Chi sinh năm 1984 tại Thành phố Hồ Chí Minh. Từ nhỏ, cô đã tự ý thức được việc giọng nói của mình có sự khác biệt. Đến trước năm 2015, cô đã làm việc cho Công ty Cổ phần Truyền thông Trí Việt (TVM Corp) và sau đó làm việc cho ACE Media.
Trong một lần phỏng vấn với VTV9, cô đã cho rằng vai diễn khó nhất trong cuộc đời mình là Bu Bu trong bộ phim hoạt hình Bubu Chacha.

## Vai diễn lồng tiếng

### Phim truyền hình & điện ảnh
| Năm lồng tiếng | Tên phim                                        | Diễn viên             | Nhân vật               |
| -------------- | ----------------------------------------------- | --------------------- | ---------------------- |
| 2009           | Gia đình là số một (2006)                       | Shin Ji               | Shin Ji                |
| 2009           | Dịch vụ gia đình (2006)                         | Nam Sang-mi           | Kim Yang-ah            |
| 2009           | Quán cà phê hoàng tử (2006)                     | Yoon Eun-hye          | Go Eun Chan            |
| 2009           | Nàng công chúa bí ẩn (2008)                     | Maddy Tyers           | Amanda                 |
| 2009           | Họa sĩ gió (2008)                               | Moon Geun-young       | Shin Yoo Bok           |
| 2009           | Người thừa kế sáng giá                          | Han Hyo-joo           | Go Eun-sung            |
| 2009           | Huyền thoại Iljimae (2008)                      | Han Hyo-joo           | Eun Chae               |
| 2009           | Lee San, Triều đại Chosun (2007)                | Han Ji-min            | Seong Song-yeon        |
| 2010           | Cô nàng đẹp trai (2009)                         | Park Shin Hye         | Go Mi Nam              |
| 2010           | Gia đình là số một (phần 2)                     | Jin Ji-hee            | Jung Hae-ri            |
| 2010           | Gia đình là số một (phần 2)                     | Hwang Jung Eum        | Hwang Jung Eum         |
| 2011           | Cười lên Dong-hae (2010)                        | Oh Ji-eun             | Bong Yi                |
| 2011           | Bay cao ước mơ                                  | Bae Suzy              | Go Hye Mi              |
| 2012           | Một lít nước mắt (2005)                         | Miyoshi Ai            | Rika                   |
| 2012           | Tuổi ô mai (2006)                               | Rachel Blakely        | Glenda                 |
| 2012           | Cuộc đời lớn (2010)                             | Hwang Jung-eum        | Lee Mi Joo             |
| 2012           | Những hồn ma tinh nghịch (2010)                 | Alexandra Coppinger   | Hazel                  |
| 2013           | Oshin (1983)                                    | Terumi Azuma          | Yashiro Kayo           |
| 2013           | Những cuộc phiêu lưu của Sinbad (1996)          | Jacqueline Collen     | Maeve                  |
| 2014           | Hãy cười lên nào (2007)                         | Park Yoo Sun          | Wuldo (TVM Corp.)      |
| 2014           | Ngàn lần yêu em (2009)                          | Lee Soo-kyung         | Go Eun Nim             |
| 2014           | Giấu mặt (2012)                                 | Lee Yeon-hee          | Yoo Kang Mi            |
| 2014           | Nhớ em (2012)                                   | Yoon Eun-hye          | Lee Soo-yeon           |
| 2014           | Nữ hoàng lớp học (2013)                         | Chun Bo-geun          | Oh Dong-goo            |
| 2014           | Người thừa kế (2013)                            | Park Shin-hye         | Eun Sang               |
| 2014           | Harry Potter và Hòn đá phù thủy (2001)          | Emma Watson           | Hermione Granger       |
| 2014           | Harry Potter và Phòng chứa bí mật (2002)        | Emma Watson           | Hermione Granger       |
| 2014           | Harry Potter và Tên tù nhân ngục Azkaban (2004) | Emma Watson           | Hermione Granger       |
| 2014           | Harry Potter và Chiếc cốc lửa (2005)            | Emma Watson           | Hermione Granger       |
| 2014           | Harry Potter và Hội Phượng Hoàng (2007)         | Emma Watson           | Hermione Granger       |
| 2014           | Harry Potter và Hoàng tử lai (2009)             | Emma Watson           | Hermione Granger       |
| 2014           | Harry Potter và Bảo bối tử thần - Phần 1 (2010) | Emma Watson           | Hermione Granger       |
| 2014           | Harry Potter và Bảo bối tử thần - Phần 2 (2011) | Emma Watson           | Hermione Granger       |
| 2017           | Lời hồi đáp 1997 (2012)                         | Jung Eun Ji           | Sung Si Won            |
| 2018           | Ngôi sao khoai tây (2013)                       | Hwang Jung-eum        | Thư ký của Soo-dong    |
| 2018           | Ngôi sao khoai tây (2013)                       | Seo Ye-ji             | Soo Young              |
| 2018           | Ngôi sao khoai tây (2013)                       | Oh Young-shil         | Seol-ja                |
| 2019           | Người mẹ không tên (2017)                       | Oh Ji-eun             | Son Yeo-ri / Yoon Seol |
| 2023           | Chó săn công lý (2023)                          | Kim Sae-ron           | Cha Hyun-joo           |
| 2023           | One Piece                                       | Colton Osorio         | Luffy lúc nhỏ          |
| 2023           | One Piece                                       | Ilia Isorelýs Paulino | Alvida                 |
| 2023           | Cậu bé mất tích (mùa 1)                         | Noah Schnapp          | Will Bryers            |
| 2023           | Cậu bé mất tích (mùa 1)                         | Natalia Dyer          | Nancy Wheeler          |
| 2023           | Sinh vật Gyeongseong                            | Ji Woo                | Myeong Ja              |
| 2024           | Thế Thần: Ngự khí sư cuối cùng (2024)           | Lucian-River Chauhan  | Teo                    |
| 2024           | Thế Thần: Ngự khí sư cuối cùng (2024)           | Yvonne Chapman        | Kyoshi                 |
| 2024           | Thiếu Nữ và Ác Long                             | Brooke Carter         | Floria                 |

### Phim hoạt hình
| Năm lồng tiếng | Tên phim                                                        | Nhân vật                                   |
| -------------- | --------------------------------------------------------------- | ------------------------------------------ |
| 2007           | Thủ lĩnh thẻ bài (1998)                                         | Sakura Kinomoto                            |
| 2007           | Hoá giải lời nguyền (2001)                                      | Kagura                                     |
| 2008           | 7 Samurai (2004)                                                | Kirara                                     |
| 2008           | Nữ sinh trung học (2002)                                        | Tomo                                       |
| 2008           | Bubu Chacha (1999)                                              | BuBu                                       |
| 2008           | Ben 10 (2005)                                                   | Charmcaster, Xylene                        |
| 2009           | Mèo máy Kuro (1999)                                             | Kotaro                                     |
| 2009           | Mèo máy Kuro (1999)                                             | bà lão                                     |
| 2009           | Huyền thoại đôi cánh (2005)                                     | Sakura                                     |
| 2009           | Thám tử lừng danh Conan (1996)                                  | Ran (112 tập đầu)                          |
| 2009           | Con nhà giàu (1996)                                             | Yuki                                       |
| 2009           | Teletubbies (1997-2001)                                         | Po                                         |
| 2009           | Nữ chúa tuyết (2005)                                            | Khỉ Amore                                  |
| 2009           | Nữ chúa tuyết (2005)                                            | Yohanna                                    |
| 2010           | Doraemon (mùa 1)                                                | Dorami                                     |
| 2010           | Doraemon (mùa 1)                                                | Mẹ Shizuka                                 |
| 2010           | Na Tra truyền kỳ (2003)                                         | Natra                                      |
| 2010           | Kobato - những viên kẹo hạnh phúc (2009)                        | ChiHo-ChiSe                                |
| 2011           | Lạc vào ký ức (2005)                                            | Wakkun                                     |
| 2012           | Rắc rối đáng yêu - Love Com (2007)                              | Nobu                                       |
| 2012           | Tiểu long A Bố (2008)                                           | A Bố                                       |
| 2012           | Tiểu Bao Thanh Thiên (2010)                                     | Triển Chiêu                                |
| 2012           | Barbie: Nàng công chúa bất đắc dĩ (2004)                        | Erika                                      |
| 2012           | Kỷ băng hà 3: Khủng long thức giấc (2009)                       | Sid                                        |
| 2013           | Doraemon: Nobita và cuộc đại thủy chiến ở xứ sở người cá (2010) | Dorami                                     |
| 2013           | Doraemon: Nobita và binh đoàn người sắt (2011)                  | Dorami                                     |
| 2013           | Doraemon: Nobita ở xứ sở nghìn lẻ một đêm (1991)                | Mẹ Shizuka                                 |
| 2013           | Doraemon: Nobita ở xứ sở nghìn lẻ một đêm (1991)                | Mikuzin                                    |
| 2013           | Doraemon: Nobita và chuyến phiêu lưu vào xứ quỷ (2007)          | Dorami                                     |
| 2013           | Doraemon: Nobita và người khổng lồ xanh (2008)                  | Dorami                                     |
| 2013           | Doraemon: Nobita và người khổng lồ xanh (2008)                  | Roku                                       |
| 2013           | Doraemon: Nobita và lịch sử khai phá vũ trụ (2009)              | Dorami                                     |
| 2013           | Doraemon: Nobita và viện bảo tàng bảo bối                       | Dorami                                     |
| 2013           | Anastasia - Nàng công chúa cuối cùng của nước Nga (1997)        | Anastasia                                  |
| 2013-2014      | Những nàng tiên Winx xinh đẹp (mùa 1 - 4)                       | Flora                                      |
| 2014           | Rio                                                             | Jewel (TVM Corp.)                          |
| 2014           | Cậu bé Tuyết (2009)                                             | Bé Tuyết                                   |
| 2014           | Fairy Tail                                                      | Lucy Heartfilia (48 tập đầu, TVM Corp.)    |
| 2014           | Fairy Tail                                                      | Bà Porlyusica (48 tập đầu, TVM Corp.)      |
| 2014           | Pokémon: Best Wishes                                            | Junsa (108 tập đầu)                        |
| 2014           | Naruto (2002)                                                   | Konohamaru (78 tập đầu, TVM Corp.)         |
| 2014           | Doraemon (Mùa 2)                                                | Dorami                                     |
| 2015           | Barbie và ngôi nhà trong mơ (2012)                              | Barbie                                     |
| 2015           | Pokémon: XY                                                     | Eureka                                     |
| 2015           | Pokémon: XY                                                     | Musashi                                    |
| 2016           | Pokémon the Movie: Volkenion và Magiana siêu máy móc            | Musashi                                    |
| 2017           | Pokémon the Movie: Tớ chọn cậu                                  | Musashi                                    |
| 2018           | Pokémon the Movie: Sức mạnh của chúng ta                        | Musashi                                    |
| 2018           | Pokémon the Movie: Sức mạnh của chúng ta                        | Largo                                      |
| 2018           | Pokémon: Sun & Moon                                             | Musashi                                    |
| 2018           | Pokémon: Sun & Moon                                             | Lilie                                      |
| 2018           | Pokémon: Sun & Moon                                             | Suiren                                     |
| 2019           | Pokémon (1997-2002)                                             | Musashi                                    |
| 2019           | Pokémon (1997-2002)                                             | Sakura                                     |
| 2019           | Pororo và những người bạn (2003)                                | Pororo                                     |
| 2020           | Kipo và kỷ nguyên kỳ thú                                        | Kipo Oak, Margot                           |
| 2020           | Nhóc Maruko                                                     | Tamae (từ tập 792)                         |
| 2020           | Nhóc Maruko                                                     | Bà nội Maruko (từ tập 792)                 |
| 2020           | One Piece (tập 517-625)                                         | Luffy                                      |
| 2020           | One Piece (tập 517-625)                                         | Công chúa Shirahoshi (tập 553-573)         |
| 2020           | Nhật ký sóng sót của nữ phụ phản diện mùa 2                     | Diana                                      |
| 2020           | Bad Luck                                                        | Phan Hoàng Vy, Cao Thanh Tú, Lê Xuân Quỳnh |
| 2020           | Anh trai tôi là khủng long                                      | Cô giáo                                    |
| 2020           | Anh trai tôi là khủng long                                      | Giáo sư Mỹ                                 |
| 2020           | Cuộc phiêu lưu của công chúa Barbie                             | Barbie                                     |
| 2021           | Vivo                                                            | Valentina                                  |
| 2021           | Pokémon: Chuyến phiêu lưu của Pikachu và Koko                   | Musashi                                    |
| 2022           | Thám tử lừng danh Conan (Tập 568-569)                           | Kasakura Nami                              |
| 2023           | Dragon Quest - Chuyến phiêu lưu của Dai                         | Leona                                      |
| 2023           | Thanh gươm diệt quỷ: Làng rèn kiếm                              | Kanroji Mitsuri                            |
| 2023           | PLUTO                                                           | Uran                                       |
| 2023           | Âm dương sư                                                     | Tsuyuko                                    |
| 2023           | Người dơi nhí                                                   | Damian Wayne                               |
| 2023           | Kotaro sống một mình                                            | Sato Kotaro                                |
| 2023           | Doraemon: Nobita và vùng đất lý tưởng trên bầu trời             | Marimba                                    |
| 2023           | Thám tử lừng danh Conan: Tàu ngầm sắt màu đen                   | Vermouth                                   |
| 2024           | Maboroshi                                                       | Itsumi                                     |
| 2024           | Đứa con mà mẹ kế dẫn về từng là bạn gái cũ                      | Yume Irido                                 |
| 2024           | Doraemon (mùa 12)                                               | Dorami                                     |
| 2024           | Ông thầy vi diệu                                                | Rumia Tingel                               |
| 2024           | Gia đình × Điệp viên Mã: Trắng                                  | Becky Blackbell, Handler                   |
| 2024           | Doraemon: Nobita và bản giao hưởng Địa Cầu                      | Micca                                      |
| 2024           | Lúc đó tôi chuyển sinh thành slime                              | Ramiris, Hinata Sakaguchi                  |
| 2025           | Doraemon: Nobita và cuộc phiêu lưu vào thế giới trong tranh     | Claire                                     |

Trình bày nhạc phim
- Doraemon (Doraemon)
- Chính là Na Tra (Na Tra truyền kỳ)
- Bài hát mở đầu Winx Club
- Thiên Trúc vạn dặm (Tây du ký (hoạt hình))
- Không thể rời xa (Lạc vào ký ức)
- Đông tan (Hóa giải lời nguyền)
- Hương xuân nhẹ nhàng (Hóa giải lời nguyền)
- Mơ khúc bên người (Thất kiếm anh hùng)
- Mơ khúc (Thất kiếm anh hùng (Phần 2)
- Dừng chân (Thất kiếm anh hùng (Phần 3)
- Mãi vui (Thủ lĩnh thẻ bài)
- Phút giây tuyệt vời (Thủ lĩnh thẻ bài 2)
- Kẹo thơm muôn màu (Thủ lĩnh thẻ bài 2)
- Nắm giữ ước mơ (Kobato - những viên kẹo hạnh phúc)
- Chiếc bóng ký ức (Kobato - những viên kẹo hạnh phúc)
- Niềm tin (Kobato - những viên kẹo hạnh phúc)
- Kuro đã đến đây (Mèo máy Kuro)
- Thiên đường ngọt ngào (Nữ sinh trung học)
- Đi tìm ước mơ (Bubu Chacha)
- Giấc mơ thần tiên (Doraemon)
- Hãy ôm chặt tay nhau (Doraemon)
- Xin luôn có nhau (Nobita và chuyến phiêu lưu vào xứ quỷ (2007))
- Cứ vui thôi (Nobita và lịch sử khai phá vũ trụ (2009))
- Bài hát mở đầu phim Công chúa Ori
- Let it go (Nữ hoàng băng giá)
- Bài hát mở đầu phim Shin - Cậu bé bút chì
- Bài hát mở đầu Barbie và Ngôi nhà trong mơ
- Bài hát mở đầu phim Công chúa Ori